# 小黑祐一郎
小黑祐一郎（日语：／ Okuro Yūichirō，1964年5月1日—），日本男作家。Anime Style編輯長。出身於埼玉縣。已婚。雄工作室代表董事社長。
業餘時期是江古田動畫迷「漫畫畫廊」的常客。
主要從事動畫雜誌編輯、企劃、劇本創作等工作。俗稱。筆名、別名包括。

## 作品

### 書籍
- （德間書店）
- （飛鳥新社）
- （Style（日语：アニメスタイル））
- （講談社）

### 雜誌
- Animage1998年11月號—（德間書店）
- 美術手帖（日语：美術手帖）增刊 Anime Style（美術出版社）
- 月刊Anime Style（Style（日语：アニメスタイル））
- Anime Style（MEDIA PAL MOOK）
- Comic Newtype（角川書店）[3]

### 動畫
- 七龍珠（劇本）（名義）
- 新仙魔大戰（劇本）（名義）
- 少女革命歐蒂娜（企劃）
- 秋葉原電腦組（企劃協力[4]）
- 激鋼牙3 熱血大決戰!!（編劇）
- 老師的時間（宣傳協力）
- 獸爪（日语：ケモノヅメ）（企劃協力、文藝、編劇）（編劇以荻窪七名義）
- 俗·絕望先生（劇本統籌、腳色）
- 花丸幼稚園（劇本統籌[5]、劇本）

### 電影動畫
- 機動戰艦撫子號 -黑暗王子-（宣傳擔當）
- 少女革命歐蒂娜：思春期默示錄（劇本）
- 秋葉原電腦組：2011年的暑假（宣傳擔當）
- 謝謝你，在世界角落中找到我（特別感謝）

### OVA
- 老師的時間 GOLD（宣傳協力）

### LD封套
- 新世紀福音戰士（LD封套構成&執筆）
- 少女革命（LD封套、班輪筆記構成&執筆）

## 外部連結
- 《WEB Anime Style》雜誌網站 （日語）
  - （舊）《WEB Anime Style》雜誌網站 （日語）
  - （舊舊）《WEB Anime Style》雜誌網站 （日語）
- 《WEB Anime Style》編輯長的話 （日語）
- 雄工作室 （日語）
- 小黑祐一郎的X（前Twitter） （日語）